# Skawina (gemeente)
De gemeente Skawina is een stad- en landgemeente in het Poolse woiwodschap Klein-Polen, in powiat Krakowski.
De zetel van de gemeente is in Skawina.
Op 30 juni 2004 telde de gemeente 41 256 inwoners.

## Oppervlakte gegevens
In 2002 bedroeg de totale oppervlakte van gemeente Skawina 100,15 km², waarvan:
- agrarisch gebied: 70%
- bossen: 11%

De gemeente beslaat 8,14% van de totale oppervlakte van de powiat.

## Demografie
Stand op 30 juni 2004:
| Omschrijving                   | Totaal | Totaal | Vrouwen | Vrouwen | Mannen | Mannen |
| ------------------------------ | ------ | ------ | ------- | ------- | ------ | ------ |
| eenheid                        | aantal | %      | aantal  | %       | aantal | %      |
| inwoners                       | 41 256 | 100    | 21 263  | 51,5    | 19 993 | 48,5   |
| bevolkingsdichtheid (inw./km²) | 411,9  | 411,9  | 212,3   | 212,3   | 199,6  | 199,6  |

In 2002 bedroeg het gemiddelde inkomen per inwoner 1409,5 zł.

## Administratieve plaatsen (sołectwo)
Borek Szlachecki, Facimiech, Gołuchowice, Grabie, Jaśkowice, Jurczyce, Kopanka, Krzęcin, Ochodza, Polanka Hallera, Pozowice, Radziszów, Rzozów, Wielkie Drogi, Wola Radziszowska, Zelczyna.

## Aangrenzende gemeenten
Brzeźnica, Czernichów, Kalwaria Zebrzydowska, Kraków, Lanckorona, Liszki, Mogilany, Myślenice, Sułkowice

## Galerij

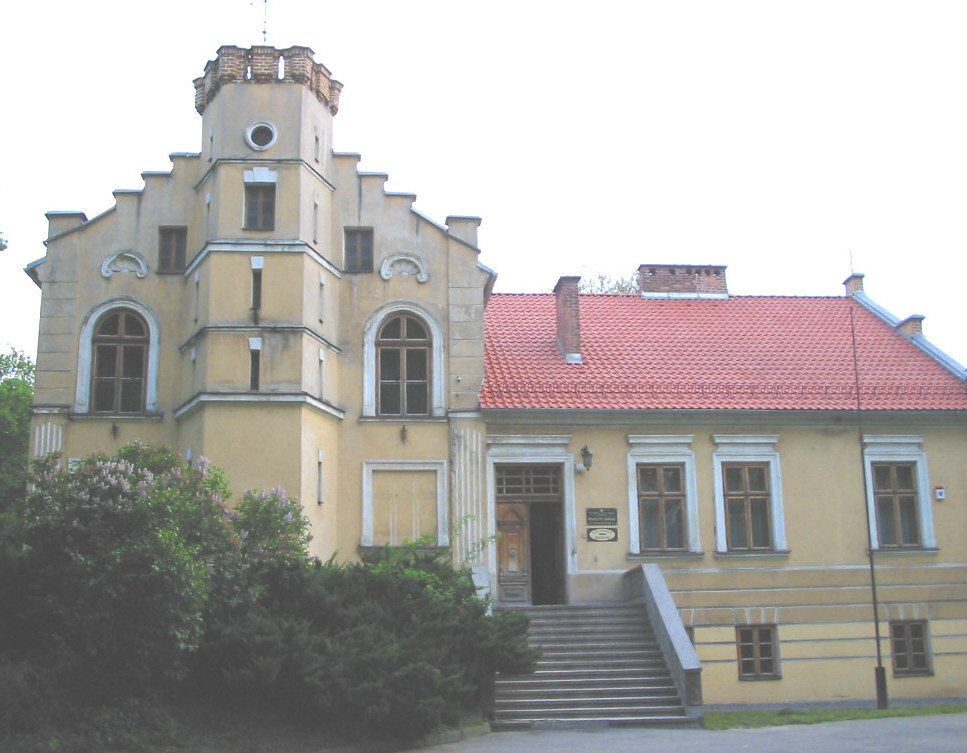
Skawina
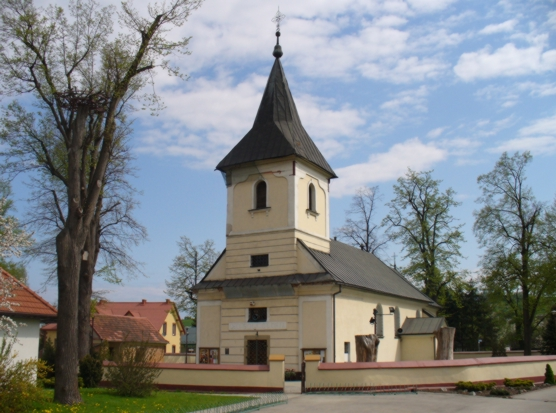
Radziszów
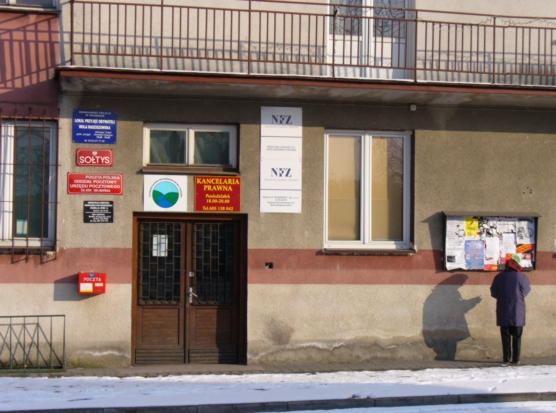
Wola Radziszowska
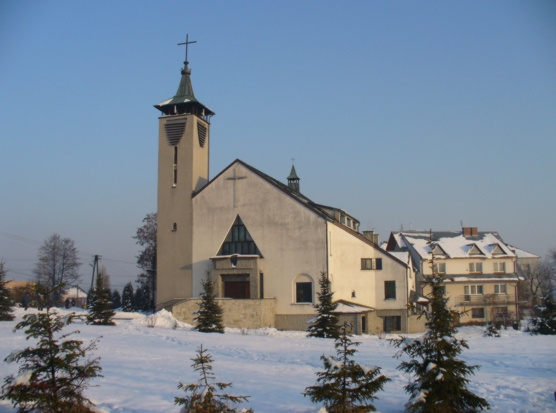
Rzozów
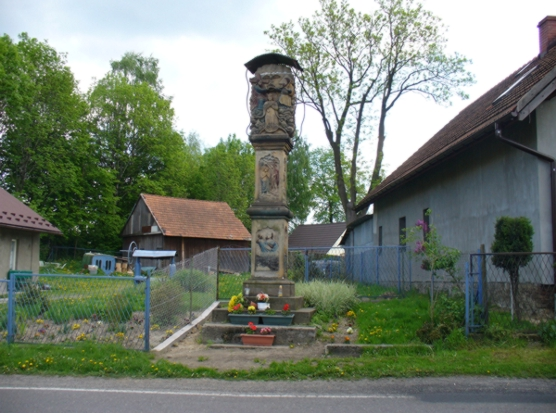
Gołuchowice
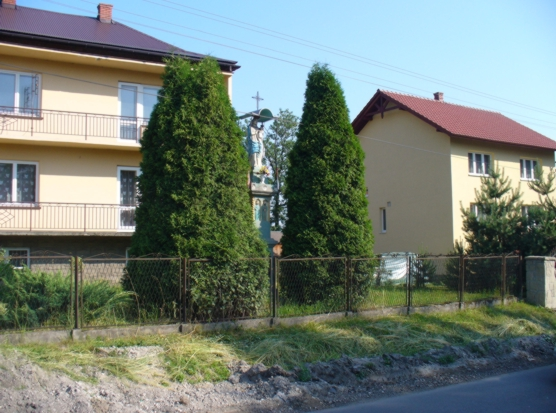
Zelczyna
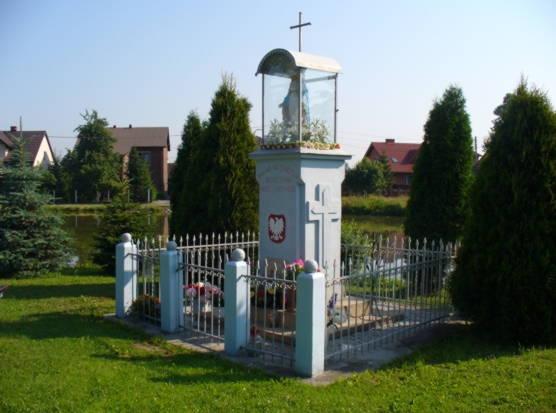
Ochodza
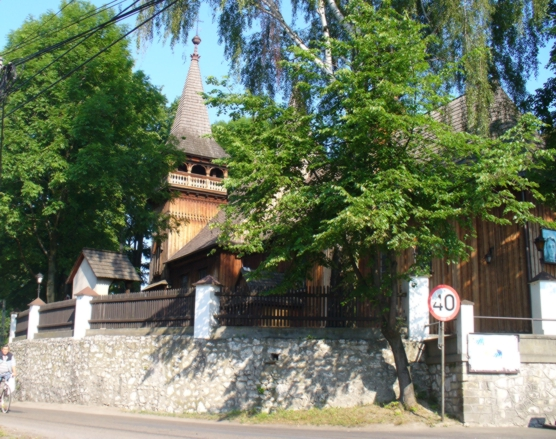
Krzęcin